# 13 червня
13 червня — 164-й день року (165-й у високосні роки) у григоріанському календарі. До кінця року залишається 201 день.

## Свята і пам'ятні дні

### Міжнародні
ООН: Міжнародний день поширення інформації про альбінізм (англ. International Albinism Awareness Day) — встановлений резолюцією Генеральної Асамблеї ООН (A / RES / 69/170) від 18 грудня 2014 року. [Архівовано 12 вересня 2017 у Wayback Machine.]
- День швейної машини.

### Національні
Естонія: День жертв комуністичних репресій
 Латвія: День жертв комуністичних репресій
 Литва: День жертв комуністичних репресій
 Киргизстан: Поминальний день
 Аргентина: День письменника.
 Угорщина: День винахідників.

### Релігійні

#### Християнство
Православна церква:
- Мучениці Акилини.
- Святителя Трифилія, єпископа Левкусії Кіпрської.
- Мучениці Антоніни.
- Преподобної Анни і сина її Іоана.

 Католицька церква:
День Святого Антонія Падуанського, Покровителя міста Турка.

### Іменини
✙ Православні: Антоніна, Анна, Іван
✝  Католицькі: Герман

## Події
- 1589 — англійські пірати під проводом Френсіса Дрейка здійснили морський напад на Лісабон.
- 1892 — у Києві запущений для пасажирів перший у Російській імперії електричний трамвай
- 1895 — У Французькій республіці пройшли перші у світі автомобільні гонки. Середня швидкість автомобілів становила 24 км/год.
- 1919 — біля с. Луквиця (Прислоп) на Франківщині польський командант Підвисоцький та польські вояки без слідства та суду розстріляли державного секретаря (міністра) земельних справ ЗУНР Михайла Мартинця та 10 працівників міністерства, які прямували в Чехословаччину.
- 1971 — Газета «Нью-Йорк Таймс» почала публікацію документів Пентагону про історію втручання США у в'єтнамську війну.
- 1983 — На ринок у США надійшов перший серійний мобільний телефон. Пристрій під назвою «Dynatac 8000x» виробництва компанії «Motorola» важив майже 800 г, а його довжина становила 33 см.
- 1983 — Американський космічний зонд «Піонер-10» перетнув орбіту Нептуна і став першим витвором людини, що покинув межі Сонячної системи.
- 2000 — Президент Італії Карло Адзеліо Чампі помилував 42-річного турка Мехмета Алі Агджу, який у 1981 вчинив замах на Папу Римського Івана Павла II.
- 2014 — українські війська визволили місто Маріуполь від проросійських терористів.

## Народились
Дивись також Категорія:Народились 13 червня
- 1831 — Джеймс Клерк Максвелл, британський фізик. Розробив теорію електромагнітного поля († 1879).
- 1865 — Антоній Попель, польський скульптор, один із провідних львівських скульпторів кінця XIX — початку XX століття (†1910).
- 1865 — Вільям Батлер Єйтс, ірландський поет, драматург, лауреат Нобелівської премії з літератури (1923).
- 1874 — Марко Черемшина (Іван Семанюк), український письменник і громадський діяч (†1927).
- 1883 — Артур Ернест Гведел, американський анестезіолог та винахідник (†1956).
- 1886 — Іван Вовчук, український військовий діяч, командир сотень УПА «Леви II» і «Леви III».
- 1889 — Мирослав Ріпецький, священик УГКЦ, капелан УГА, громадський діяч.
- 1894 — Лео Каннер, українсько-американський психіатр, один із засновників дитячої психіатрії.
- 1918 — Браян Артур Селлік, британський анестезіолог.
- 1928 — Джон Форбс Неш, американський математик.
- 1940 — Гойко Мітіч, актор.
- 1951 — Стеллан Скашгорд, шведський актор.
- 1980 — Маркус Вінкельгок, німецький автогонщик, пілот Формули-1.
- 1985 — Артем Чех, український письменник.
- 1986 — Сергій Сова, старший солдат Збройних Сил України, учасник російсько-української війни, Герой України.
- 1987 — Яніс Пуріньш, латвійський хокеїст.

## Померли
Дивись також Категорія:Померли 13 червня
- 323 до н. е. — Александр Македонський, полководець і завойовник, чия імперія простягалася від Середземного моря до Індії.
- 1886 — Людвіґ II (король Баварії) (*1845).
- 1891 — Василь Мова, український (кубанський) письменник, поет, драматург.
- 1894 — Микола Ґе, український живописець, художник-передвижник, майстер портретів, історичних і релігійних полотен (*1831).
- 1919 — Микола Рябовіл, український політичний діяч Кубані (голова Кубанської Законодавчої Ради та голова Кубанської Військової Ради)
- 1931 — Володимир Арциховський, радянський ботанік, фізіолог рослин (*1876).
- 1936 — Олександр Ющенко, український психіатр (*1869).
- 1947 — Ярослав Коцьолок, поручник УПА, командир сотень «Ударники-6», «Ударники-8» 26-го Територіального відтинку «Лемко» групи УПА-Захід.
- 1965 — Мартин Бубер, єврейський релігійний мислитель і письменник, перший президент Академії наук Ізраїлю, львів'янин.
- 1970 — Оксана Лятуринська, українська малярка, скульпторка і письменниця.
- 1972 — Георг фон Бекеші, угорсько-американський фізик, лауреат Нобелівської премії з фізіології та медицини 1961 року (*1899).
- 1986 — Бенні Гудмен, американський джазмен, кларнетист, прозваний «королем свінгу» (*1909).
- 1995 — Дмитро Куп'як, активний діяч ОУН та СБ ОУН, підприємець та меценат.
- 1997 — Іван Шовкопляс, український вчений-археолог (*1921).
- 2012 — Роже Гароді, французький філософ
- 2021 — Григорій Чапкіс, український хореограф, Народний артист України.